# Odległość międzygrzebieniowa
Odległość międzygrzebieniowa (łac. distantia cristarum) – odległość między grzebieniami kości biodrowych.
Pomiar wykonywany jest u kobiety ciężarnej, jako jeden z elementów badania zewnętrznego, za pomocą miednicomierza. Kobieta ciężarna podczas wykonywania badania może być w pozycji stojącej lub leżącej. Prawidłowa odległość międzygrzebieniowa wynosi 28–29 cm. Wszystkie pomiary badania zewnętrznego mogą wpływać na przebieg porodu.